# Forte do Cabrito
O Forte do Cabrito localizava-se no lugar da Praia, na ilha de São Miguel, nos Açores.
Em posição dominante sobre este trecho do litoral, constituiu-se em uma fortificação destinada à defesa deste ancoradouro contra os ataques de piratas e corsários, outrora frequentes nesta região do oceano Atlântico.

## História
A "Relação" do marechal de campo Barão de Bastos em 1862 informa que se encontrava demolido.
Esta estrutura não chegou até aos nossos dias.